# Sonne
Sonne je skladba německé industrial metalové skupiny Rammstein. Vyšla roku 2001 na albu Mutter a podle Tilla Lindemanna byla původně napsána jako tzv. entrance song pro boxera Vitalije Klička; Kličko byl také pracovní název skladby. Ve skladbě je použit vokální sampl od Symphony Of Voices.

## Videoklip
Video zobrazuje skupinu jako trpaslíky pracující v dole na zlato pro Sněhurku závislou na zlatém prachu. Jak řekl Paul Landers v dokumentu „Making Of Sonne video“ myšlenka na klip vyšla z videa Olivera Riedela, který zmixoval skladbu „Sonne“ s částmi filmu Sněhurka na jeho počítači. Sněhurku (německy Schneewittchen) hraje ruská herečka Julia Stěpanova.
Skladba byla použita jako sampl skupinou Angerfist v jejich skladbě „Criminally Insane“. Má své místo na kompilaci Made in Germany 1995-2011.

## Seznam skladeb
| Pořadí | Název                           | Délka |
| ------ | ------------------------------- | ----- |
| 1.     | Sonne                           | 4:32  |
| 2.     | Adios                           | 3:48  |
| 3.     | Sonne (Clawfinger K.O. remix)   | 4:10  |
| 4.     | Sonne (Clawfinger T.K.O. remix) | 5:49  |
| 5.     | Sonne (instrumental)            | 4:31  |